# Liparis hensoaensis
Liparis hensoaensis är en orkidéart som beskrevs av Yûshun Kudô. Liparis hensoaensis ingår i släktet gulyxnen, och familjen orkidéer. Inga underarter finns listade i Catalogue of Life.